# Gerald Dreyer
Gerald Dreyer est un boxeur sud-africain né le 22 septembre 1929 et mort le 5 septembre 1985 à Pretoria.

## Carrière
Il devient champion olympique aux Jeux de Londres en 1948 dans la catégorie poids légers après sa victoire aux points contre le Belge Jos Vissers. Stevens passe professionnel la même année et remporte le titre de champion d'Afrique du Sud des poids légers en 1950.

## Parcours auxJeux olympiques
Jeux olympiques d'été de 1948 à Londres (poids légers) :
- Bat Ernesto Porto (Philippines) aux points
- Bat Oivind Breiby (Norvège) aux points
- Bat Svend Vad (Danemark) aux points
- Bat Jos Vissers (Belge) aux points

## Référence
1. ↑  (en) Résultats des Jeux olympiques 1948 (amateur-boxing.strefa.pl)